# Улица Даниила Хармса
Улица Дании́ла Ха́рмса — улица в Красногвардейском районе Санкт-Петербурга. Проходит от проспекта Маршака до Муринской дороги, расположена севернее улицы Корнея Чуковского.
Строительство улицы Даниила Хармса как безымянной улицы началось в 2014 году (не позднее лета) в рамках жилого микрорайона «Новая Охта», который на месте бывших сельскохозяйственных полей совхоза «Ручьи» строит группа «ЛСР». Название улице было присвоено 3 октября 2014 года в честь писателя Даниила Хармса. Тогда же присвоили названия проспекту Маршака и улице Корнея Чуковского. Первоначально топонимическая комиссия Санкт-Петербурга предлагала другое название — Лесковская улица (в честь писателя Н. С. Лескова), однако против этого выступила ЛСР.
Первые четыре дома, получившие адреса по улице Даниила Хармса, были введены в эксплуатацию 30 октября 2014 года: 3, корпус 1; 5, корпус 1; 5, корпус 2; 7. 25 декабря 2014 года был введён паркинг (3, корпус 2).
Движение по улице Даниила Хармса открылось в декабре 2014 года. На январь 2015 года половина проезжей части была закрыта строительным забором.